# Dorf-Au
Dorf-Au (früher auch bloß Au) ist eine Ortschaft in der Gemeinde Rabenstein an der Pielach im Bezirk Sankt Pölten-Land in Niederösterreich. Die Ortschaft hat 666 Einwohner (Stand 1. Jänner 2024).

## Geografie
Die Streusiedlung Dorf-Au erstreckt sich vom linken Ufer der Pielach bei Rabenstein nach Westen und reicht vom Loitzenbach beinahe hinauf bis zum Kamm. sie besteht aus der Häusergruppe Dorf-Au und weiters aus den Einzellagen Bergerbauer, Bramböck, Gsoll, Malhof und Unter-Eichberg.

## Geschichte
Im Jahr 1822 wurde der Ort als Gegend mit 30 zerstreuten Häusern genannt, die nach Rabenstein eingepfarrt war, wohin auch die Kinder eingeschult wurden. Die Herrschaft Friedau besaß die Ortsobrigkeit, übte die Landgerichtsbarkeit aus und besorgte die Konskription. Die Untertanen und Grundholde des Ortes gehörten den Herrschaften Friedau, Strannersdorf, Mitterau, Melk, Lilienfeld, Aggsbach und Weißenburg.
Laut Adressbuch von Österreich waren im Jahr 1938 in Dorf-Au eine Farbenfabrik, ein Gemischtwarenhändler, ein Photograph, ein Schuster, ein Tischler und mehrere Landwirte ansässig.